# Notre-Dame de la Garde
Notre-Dame de la Garde är en kyrka i Marseille i Frankrike. På den nuvarande kyrkans plats byggde en präst vid namnet Pierre år 1214 ett litet kapell helgat åt Jungfru Maria. Den nuvarande kyrkan började byggas 1853, med Jacques Henri Espérandieu som arkitekt, och konsekrerades 4 juni 1864.